# Unguicrypteria
Unguicrypteria is een geslacht van steltmuggen (Limoniidae). Het geslacht telt één soort en komt voor in Argentinië en Chili.

## Soorten
- Unguicrypteria ctenonycha